# Leatherman (vagabundo)

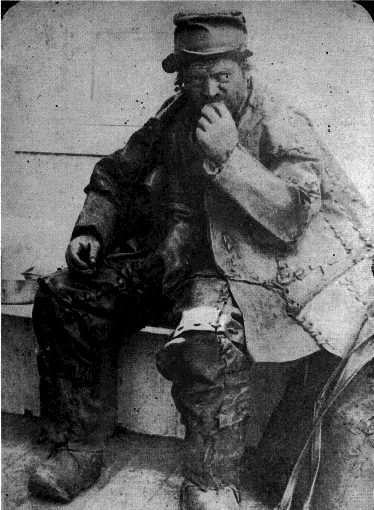
Leatherman, 9 de junio de 1885.

Leatherman (ca. 1839-1889), o "El hombre de cuero" en español, fue un vagabundo famoso por su traje y ropa hecha de cuero que viajó en un circuito entre Connecticut y el Río Hudson entre los años 1856 y 1889 aproximadamente. Aunque su origen es desconocido, se piensa que era canadiense o posiblemente francés, debido a su fluidez en el idioma francés, su torpe inglés y el libro de plegarias en francés encontrado sobre él después de su muerte. Aunque a veces ha sido identificado como Jules Bourglay, no se tiene certeza sobre su identidad.

## Vida
Viviendo en refugios rocosos y "cuevas del Leatherman", como son ahora conocidas localmente, se detenía en pueblos a lo largo de sus recorridos de 365 millas (587 km) cada 34 días para abastecerse de comida y suministros. Fue apodado como "Leatherman" (hombre de cuero) ya que todas sus prendas, desde el sombrero o la bufanda, hasta los zapatos, estaban hechas a mano de cuero.
Hablaba francés con fluidez. Se comunicaba mayormente mediante gruñidos y gestos, raramente usando su inglés entrecortado. Cuando se le preguntaba acerca de sus orígenes, terminaba abruptamente la conversación. Después de su muerte, un libro de oraciones en francés fue encontrado entre sus pertenencias. Se negaba a comer carne los viernes, dando lugar a las especulaciones de que podría ser católico.
Se desconoce cómo ganaba dinero, aunque una tienda registró su pedido: "un pan, una lata de sardinas, una libra de galletitas, un pastel, un cuarto de galón de café, un gill de coñac y una botella de cerveza".   
Leatherman era bastante popular en Connecticut. Confiándose en sus rutas, la gente tenía comida extra preparada para él, la cual a menudo comía en las puertas de las casas. Diez pueblos a lo largo de la ruta de Leatherman pasaron ordenanzas eximiéndolo de la "ley del vagabundo" del estado vigente desde 1879.

## Salud
El Leatherman sobrevivió a tormentas de nieve y otras tempestades calentando con fuego sus refugios rocosos. La Humane Society de Connecticut lo arrestó y hospitalizó en 1888, por una mancha en su labio que creían que era una necrosis por congelamiento resultado de la tormenta de nieve de 1888. Finalmente falleció de cáncer en la boca debido al consumo de tabaco de mascar, tras haber escapado antes de ser tratado. Su cuerpo fue encontrado el 24 de marzo de 1889 en su cueva de Saw Mill Woods cerca de Ossining, Nueva York.

## Tumba
Su tumba estuvo originalmente ubicada en el Cementerio Sparta, en la Ruta 9 de Scarborough, Nueva York. La siguiente inscripción estaba tallada en su lápida:
ÚLTIMA MORADA DE

Jules Bourglay

DE LYON, FRANCIA

"THE LEATHER MAN"

quien regularmente caminaba un recorrido de 365 millas

a través de Westchester y Connecticut desde

el Río Connecticut hasta el Hudson

viviendo en cuevas en los años

1858–1889

## Controversia sobre la identidad
En la lápida del Leatherman se leía: "Última morada de Jules Bourglay de Lyon, Francia, 'The Leather Man'…", y es identificado con ese nombre en varios informes. Sin embargo, según los investigadores, incluyendo a Dan W. DeLuca, su identidad continúa siendo desconocida. Este nombre apareció por primera vez en una historia publicada en el Waterbury Daily American, el 16 de agosto de 1884, pero luego fue retractada el 25, 26 y 27 de marzo de 1889, y también en el The Meriden Daily Journal, el 29 de marzo de 1889.

## Exhumación y traslado
Ya que su tumba en el Cementerio Sparta había quedado a solo 16 pies (5 m) de la Ruta 9, hubo planes para exhumar su cuerpo. Aunque la fecha exacta de su exhumación no se hizo pública, se procedió en la primavera de 2011. Un equipo de nueve antropólogos y arqueólogos participaron en la exhumación, y hubo planes de hacer un análisis de ADN en los restos del Leatherman para conocer al menos su origen. También hubo controversia, ya que algunos ciudadanos de la localidad insistían en que el cuerpo se dejara intacto.
La exhumación se llevó a cabo en mayo de 2011, pero no se encontraron restos orgánicos. Según Norman MacDonald, presidente de la Sociedad Histórica de Ossinning (organización que vigiló el proceso), los huesos y prendas se habían desintegrado por completo, debido al paso del tiempo y sobre todo al terreno húmedo. Sí encontraron los clavos del ataúd, informó también MacDonald. La tierra de la parcela y los clavos fueron reenterrados en una nueva ubicación en el mismo cementerio el 25 de mayo de 2011, bajo una piedra con una placa de bronce donde se lee sencillamente "The Leatherman".

## Cultura popular
- Leatherman sirvió de inspiración para la canción de Pearl Jam, "Leatherman", lado B del álbum Yield.
- Leatherman es el tema de un video documental de 1984 proyectado en la Televisión Pública de Connecticut.[2]